# Sernancelhe (freguesia)
A Freguesia de Sernancelhe é uma extinta freguesia portuguesa do Município de Sernancelhe, que tinha 23,56 km² de área e 1 183 habitantes (2011), e, por isso, uma densidade populacional de 50,2 hab./km².
Foi extinta e agregada à Freguesia de Sarzeda, criando-se a União das Freguesias de Sernancelhe e Sarzeda.

## Toponímia
O topónimo «Sernancelhe» provém de Villa Seniorcelli, que em latim tardio significava «quinta de Seniorcelo», fazendo portanto alusão ao nome do possível senhor ou povoador original daquelas terras. 
Esta nomenclatura é abonada num documento de 960, sendo que em 1124 a localidade já aparece sob o nome de Cernancelhi.

## População
| População da freguesia de Sernancelhe | População da freguesia de Sernancelhe | População da freguesia de Sernancelhe | População da freguesia de Sernancelhe | População da freguesia de Sernancelhe | População da freguesia de Sernancelhe | População da freguesia de Sernancelhe | População da freguesia de Sernancelhe | População da freguesia de Sernancelhe | População da freguesia de Sernancelhe | População da freguesia de Sernancelhe | População da freguesia de Sernancelhe | População da freguesia de Sernancelhe | População da freguesia de Sernancelhe | População da freguesia de Sernancelhe |
| ------------------------------------- | ------------------------------------- | ------------------------------------- | ------------------------------------- | ------------------------------------- | ------------------------------------- | ------------------------------------- | ------------------------------------- | ------------------------------------- | ------------------------------------- | ------------------------------------- | ------------------------------------- | ------------------------------------- | ------------------------------------- | ------------------------------------- |
| 1864                                  | 1878                                  | 1890                                  | 1900                                  | 1911                                  | 1920                                  | 1930                                  | 1940                                  | 1950                                  | 1960                                  | 1970                                  | 1981                                  | 1991                                  | 2001                                  | 2011                                  |
| 1 071                                 | 1 106                                 | 1 071                                 | 1 167                                 | 1 156                                 | 1 102                                 | 1 119                                 | 1 226                                 | 1 234                                 | 1 167                                 | 1 181                                 | 1 060                                 | 1 052                                 | 1 194                                 | 1 183                                 |

| Distribuição da População por Grupos Etários | Distribuição da População por Grupos Etários | Distribuição da População por Grupos Etários | Distribuição da População por Grupos Etários | Distribuição da População por Grupos Etários | Distribuição da População por Grupos Etários | Distribuição da População por Grupos Etários | Distribuição da População por Grupos Etários | Distribuição da População por Grupos Etários | Distribuição da População por Grupos Etários |
| -------------------------------------------- | -------------------------------------------- | -------------------------------------------- | -------------------------------------------- | -------------------------------------------- | -------------------------------------------- | -------------------------------------------- | -------------------------------------------- | -------------------------------------------- | -------------------------------------------- |
| Ano                                          | 0-14 Anos                                    | 15-24 Anos                                   | 25-64 Anos                                   | > 65 Anos                                    |                                              | 0-14 Anos                                    | 15-24 Anos                                   | 25-64 Anos                                   | > 65 Anos                                    |
| 2001                                         | 241                                          | 174                                          | 583                                          | 196                                          |                                              | 20,2%                                        | 14,6%                                        | 48,8%                                        | 16,4%                                        |
| 2011                                         | 193                                          | 138                                          | 617                                          | 235                                          |                                              | 16,3%                                        | 11,7%                                        | 52,2%                                        | 19,9%                                        |

Média do País no censo de 2001:  0/14 Anos-16,0%; 15/24 Anos-14,3%; 25/64 Anos-53,4%; 65 e mais Anos-16,4%
Média do País no censo de 2011:   0/14 Anos-14,9%; 15/24 Anos-10,9%; 25/64 Anos-55,2%; 65 e mais Anos-19,0%

## Património
- Igreja do Mosteiro da Ribeira
- Igreja Matriz de Sernancelhe ou Igreja de São João Baptista de Sernancelhe
- Pelourinho de Sernancelhe
- Castelo de Sernancelhe